# Pegmatit

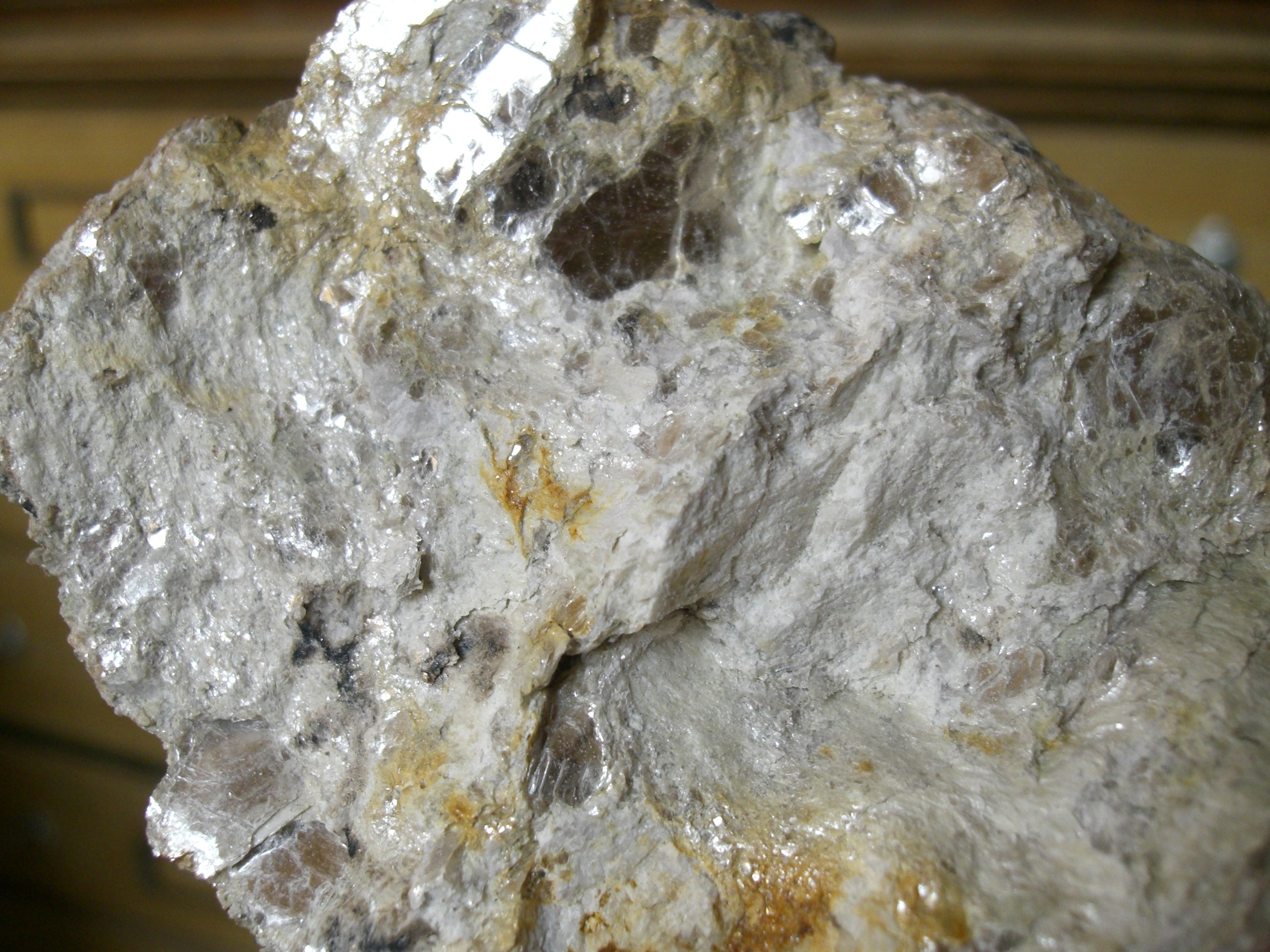
Pegmatit

Pegmatit je druh hrubozrnné magmatické horniny, která vzniká oddělením z neutuhlého magmatu při vzniku granitového plutonu, či podle dalších teorií metamorfní, nebo metasomatické horniny. V přírodě se nejčastěji objevují v žilných deskovitých tělesech o různých mocnostech nebo jako čočkovitá tělesa při okrajích granitových těles. Nejčastějším typem pegmatitů jsou žulové pegmatity.
Často se setkáváme s tělesy, která jsou pravidelně prorůstána křemenem nebo živcem s grafickou strukturou.
V některé literatuře se pegmatity dělí i podle hloubky vzniku na:
- Miarolitické pegmatity - vznikají v hloubkách 1,5 až 3 km při teplotách 550 - 650 °C, kdy tvoří hnízda ve svrchních částech mělkých intruzí
- bohaté na vzácné prvky - vznikají v hloubce mezi 3,5 až 7 km během teplot 550 - 650 °C, kdy se objevuje v okolí intruzivních těles
- muskovitické pegmatity - vznikají mezi 7 - 11 km za teplot 580 - 650 °C
- abysální - ve velmi velkých hloubkách přesahující 11 km a za teplot 700 až 800 °C

## Vznik

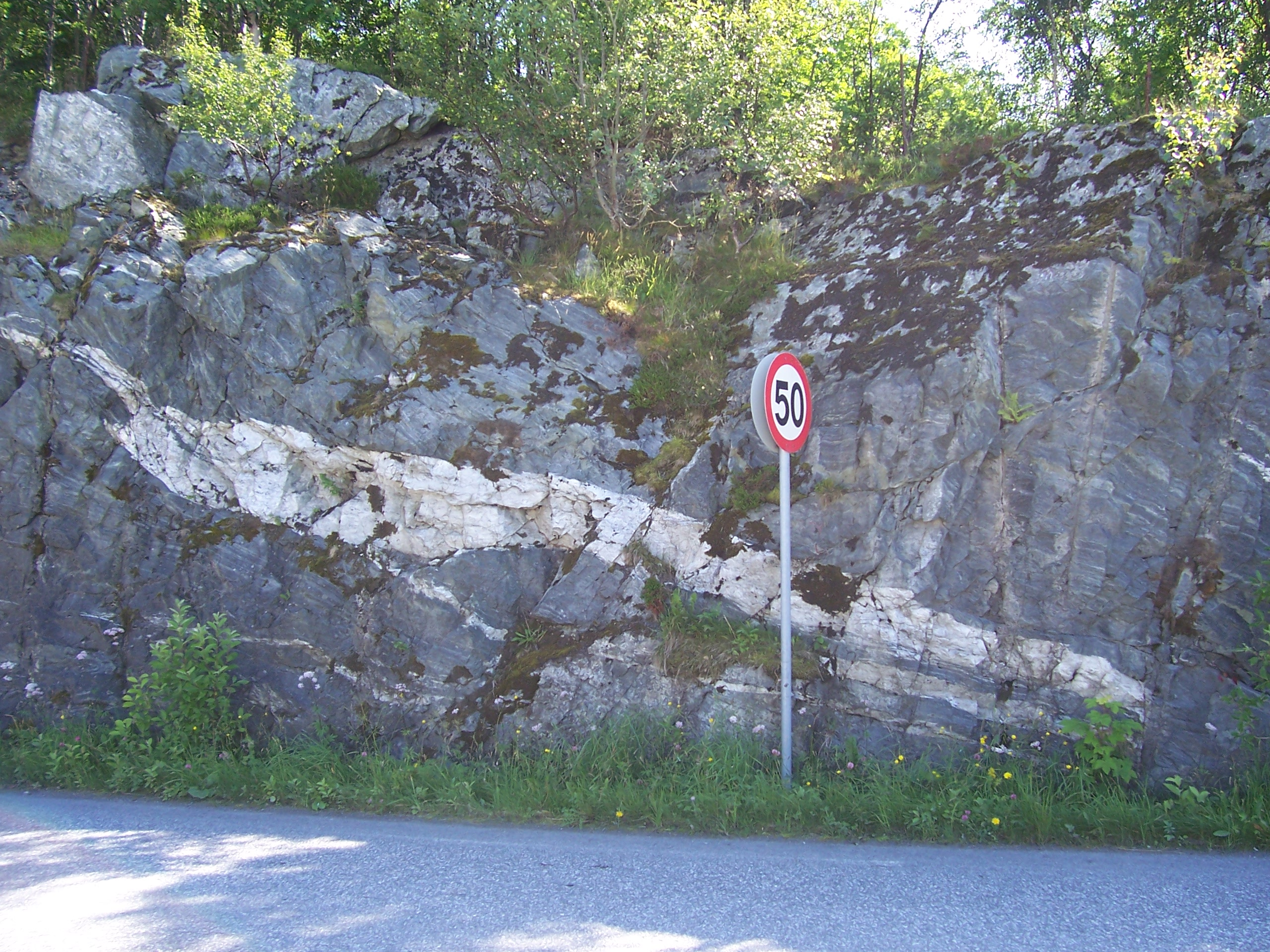
Těleso pegmatitů v okolní hornině

V současnosti nepanuje mezi geology jednotná shoda o tom, jak pegmatity vznikají, a proto existuje několik teorií. Předpokládá se, že tyto teorie jsou pravdivé, i když si vzájemně protiřečí, jelikož nejspíše platí za různých geologických podmínek.
- Magmatická hypotéza
- Magmaticko-metasomatická hypotéza
- Metamorfní hypotéza

## Vlastnosti
Pegmatit je vždy světlé barvy, které se pohybují nejčastěji od bílé, našedlé, narůžovělé až po nažloutlou v závislosti na chemických příměsích. U horniny je často dobře viditelná zonálnost, což by vypovídalo o vzniku horniny vlivem rozdílného působení teploty.

## Chemické složení

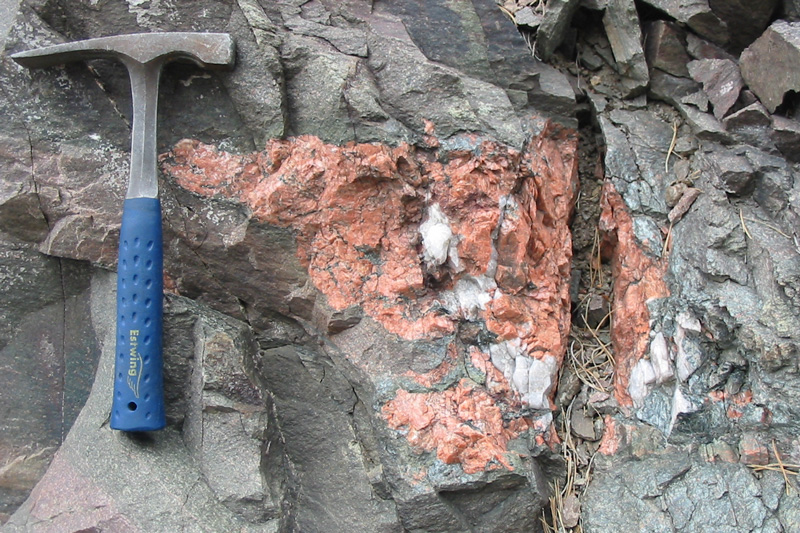
Menší těleso pegmatitu v okolních magmatických horninách

Pegmatity mají velmi podobné složení jako granity, se kterými často vznikají na podobných lokalitách. Jsou tvořeny nejčastěji křemenem, živci a slídami.
Pegmatity nejsou jednotnou skupinou hornin, ale mohou se velmi lišit svým chemickým složením. V pegmatitech granodioritových a dioritových převažuje kyselý plagioklas, ale tyto pegmatity jsou poměrně vzácné. Mnohem častější jsou pegmatity alkalických hornin, které obsahují živec a narůžovělý nefelín.

## Výskyt
Pegmatity se vyskytují v různých proměnlivých tvarech, což velmi znesnadňuje průzkum případných ložisek a i případnou těžbu. Nejčastěji se setkáváme s tzv. hnízdy, šlíry, čočkami, žilami, či s žilnými roji.

### Česká republika
V Česku se žulové pegmatity vhodné pro průmyslovou těžbu vyskytují převážně na Domažlicku v okolí obcí Otov, Meclov, Poběžovice, dále pak v okolí města Písek a v Dolních Borech u Velkého Meziříčí.

### Ve světě
Ve světě jsou významná ložiska například v Kanadě, kde se nachází ložisko Tanco. Pegmatity z okolí Bancroftu v Ontariu a ložisko Rössing v Namibii obsahují velká množství uranu.
Dalším příkladem může být až dva kilometry dlouhý a 45 až 60 metrů mocný pegmatit „Bikita“ v Zimbabwe, který patří k největším ložiskům lithia, cesia a beryllia na světě.
V mongolské části pohoř Altaj existuje 20 až 70 kilometrů široký a přibližně 450 kilometrů dlouhý pás obsahující pegmatitové roje a hnízda. Zde se vyskytují především kovy vzácných zemin.

## Využití
Hornina je velmi důležitým zdrojem průmyslových minerálů a to hlavně živců a slíd, ale dále také poskytuje důležité zdroje pro vzácné prvky jako například beryllium, lithium, cesium či rubidium. Mimo průmyslové využití jsou často vyhledávány i ve šperkařství, jelikož často v sobě uzavírají i některé polodrahokamy například beryl, lithné slídy, uranové slídy, korund či turmalín, který se může vyskytovat v různorodých barvách (červený, modrý atd.). Své uplatnění má i při získávání minerálů jako je alanit, monazit, gadolinit ze skupiny REE.
Získaný živec se nejčastěji následně využívá pro keramický průmysl na povrch porcelánu. Slída nachází své uplatnění převážně v elektrotechnice.